# Briony McRoberts
Briony McRoberts (10 de febrero de 1957 - 17 de julio de 2013) fue una actriz inglesa.
En televisión, interpretó a "Tessa Kilpin" en el episodio 57 (05.11) 'No Stone' de The Professionals, y apareció en programas de televisión como The Bill, EastEnders, Taggart y Diamonds. Tuvo un papel regular en la telenovela escocesa Take the High Road, de STV, desde 1990 hasta 1999. En 1976, interpretó a Wendy Darling en una adaptación musical de Peter Pan del novelista J. M. Barrie, protagonizada por Mia Farrow y Danny Kaye en la Hallmark Hall of Fame de la NBC.
En el cine, interpretó a Margo Fassbender en La Pantera Rosa ataca de nuevo (1976), en la que su personaje aparece atado a una silla mientras su captor pasaba la mano enguantada con garras por la pizarra.
En el escenario hizo muchas apariciones en el West End y los teatros de la región, incluyendo su interpretación de Wendy Darling en la obra de J. M. Barrie, Peter Pan, en el Teatro Shaftesbury en 1980, el musical 'Maggie', también en el Teatro Shaftesbury en 1978 y La tía de Carlos, en el Teatro Aldwych en 1983. También realizó este papel en la televisión en una versión musical ya olvidada por Leslie Bricusse en 1976.
Estuvo casada con el actor David Robb.
McRoberts murió a los 56 años el 17 de julio de 2013 en la estación de metro de Fulham Broadway, al suicidarse arrojándose a las vías.